# シャシャンボ

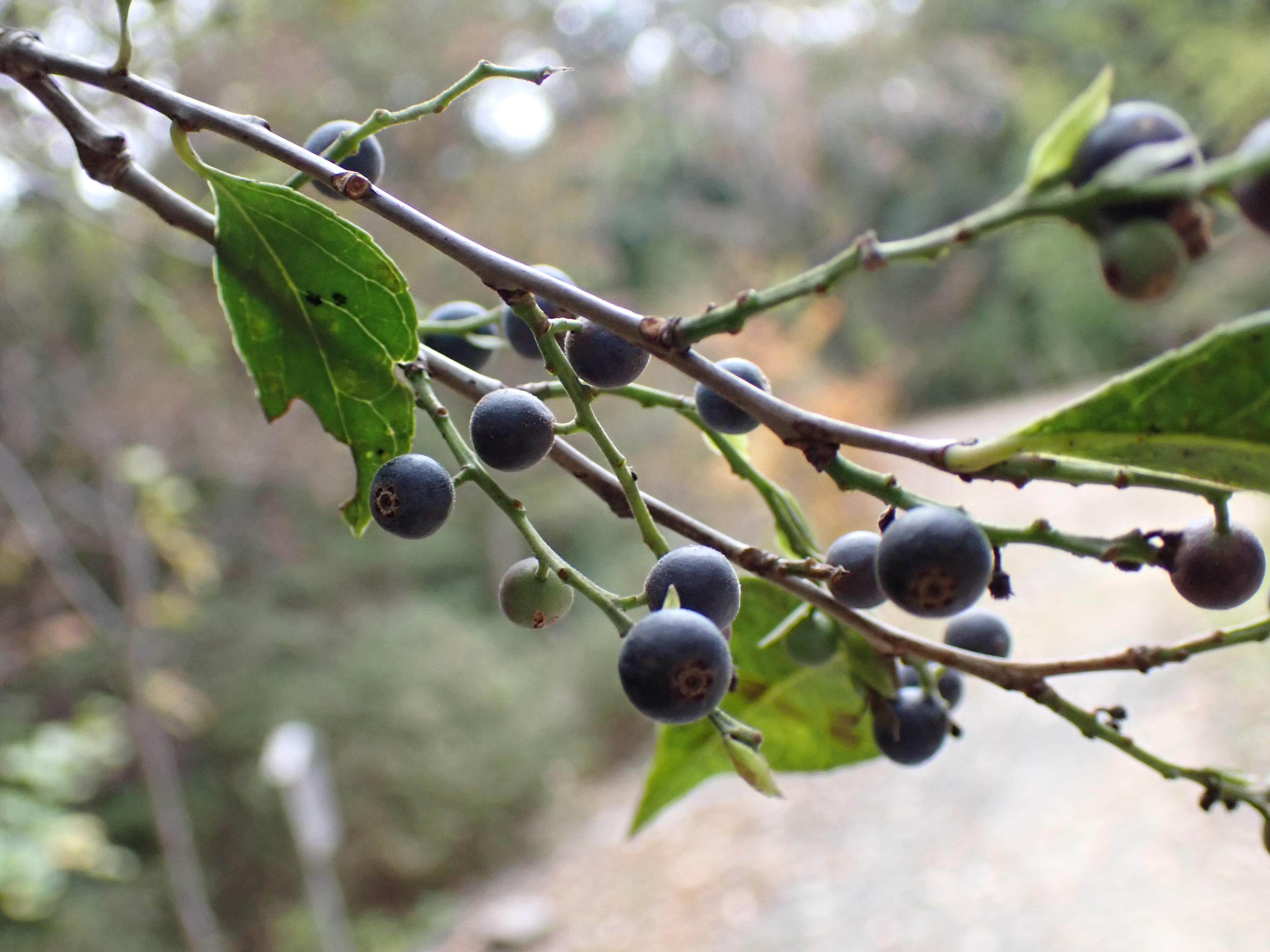
液果（2024年11月 名古屋市 東山動植物園）

シャシャンボ（南燭・小小坊、学名: Vaccinium bracteatum）とはツツジ科スノキ属の常緑小高木。別名は、ナガバシャシャンボ、シャセンボ。

## 名称
漢字表記では「小小坊」と書くがこれは当て字で、シャシャンボの実際の語源は古語のサシブ（烏草樹）が訛ったものである。

## 分布と生育地
日本の関東地方南部・石川県以西の本州、四国、九州、沖縄と、朝鮮半島南部、中国、台湾に分布する。暖地の海沿いに生え、やや乾燥したところに多く見られる。庭木としても植えられる。佐世保の地名の由来ともいわれる。

## 特徴
常緑広葉樹の低木または小高木。日本のスノキ属の植物には小柄なものが多い中で、かなり大きな樹木になるものである。
枝は当初は細かい毛があるが、やがて無毛となり、白くなる。葉は長さ2.5 - 6センチメートル (cm) の楕円形、やや厚い革質で表にはつやがあり、葉脈はややくぼむので、表面に網目状の溝があるように見える。葉裏の主脈上に小さな突起がある。葉縁には細かい鋸歯がある。
花期は7月頃で、白色の鐘形の花が鈴なりになって咲く。花序は総状で、前年の枝の葉腋から出て、やや横向きに伸び、多数の小さな葉が付いている。果実は直径5ミリメートル (mm) ほどの球形の液果で、黒紫色に熟すと白い粉が吹いて食べることができる。これは同属のブルーベリー類と同じく、アントシアニンを多く含む。